# Mateești
Mateești là một xã thuộc hạt Vâlcea, România. Dân số thời điểm năm 2002 là 3290 người.